# Marta Palau i Bosch
Marta -o Martha- Palau Bosch (Albesa, Noguera, 17 de juliol de 1934 - Ciutat de Mèxic, Mèxic, 12 d'agost de 2022) va ser una artista catalana nacionalitzada mexicana, exiliada del franquisme.

## Semblança biogràfica
Filla de pares exiliats durant el franquisme, va arribar a Mèxic el 1940 procedent de França. Va cursar els estudis a l'Instituto Nacional de Bellas Artes (INBA) de la Ciutat de Mèxic, al centre La Esmeralda, i va estudiar gravat a la Universitat Estatal de San Diego. Posteriorment va viatjar a Califòrnia i Barcelona per especialitzar-se en la tècnica del tapís. Va ser deixebla de Josep Grau-Garriga. Va exposar per primer cop al Jewish Community Center de San Diego i a la Galeria Juan Martín de Ciutat de Mèxic el 1962. De 1964 a 1977 va exposar a diversos museus dels Estats Units, Puerto Rico i Mèxic.
Addicionalment, va fer incursions en la pintura, el gravat i la ceràmica. Per realitzar les seves obres utilitzava elements de l'art natura, de l'arte povera, de l'expressionisme abstracte i de l'art popular. Algunes de les seves obres reflecteixen el seu interès per la pintura rupestre de la Baixa Califòrnia. En la tècnica dels tapissos utilitza fibres vegetals mexicanes, i paper amate per algunes de les seves pintures.
De 1973 a 1976, fou coordinadora del Centro de Arte Moderno a la ciutat de Guadalajara, Jalisco. El 1976 va fer un collage sobre paper Sellos de la España sellada, que s'exposa a la Universitat Nacional Autònoma de Mèxic. En 1979, presentà un homenatge a Lázaro Cárdenas del Río, en Jiquilpan, com a agraïment a la tasca del president en acollir refugiats del bàndol republicà a Mèxic després de la Guerra Civil espanyola. Va presentar les seves exposicions en diverses parts de la república mexicana, incloent la Sala Nacional del Palacio de Bellas Artes el 1985 titulada Mis caminos son terrestres. A principis de la dècada de 1980 va desenvolupar un taller experimental a l'Havana.

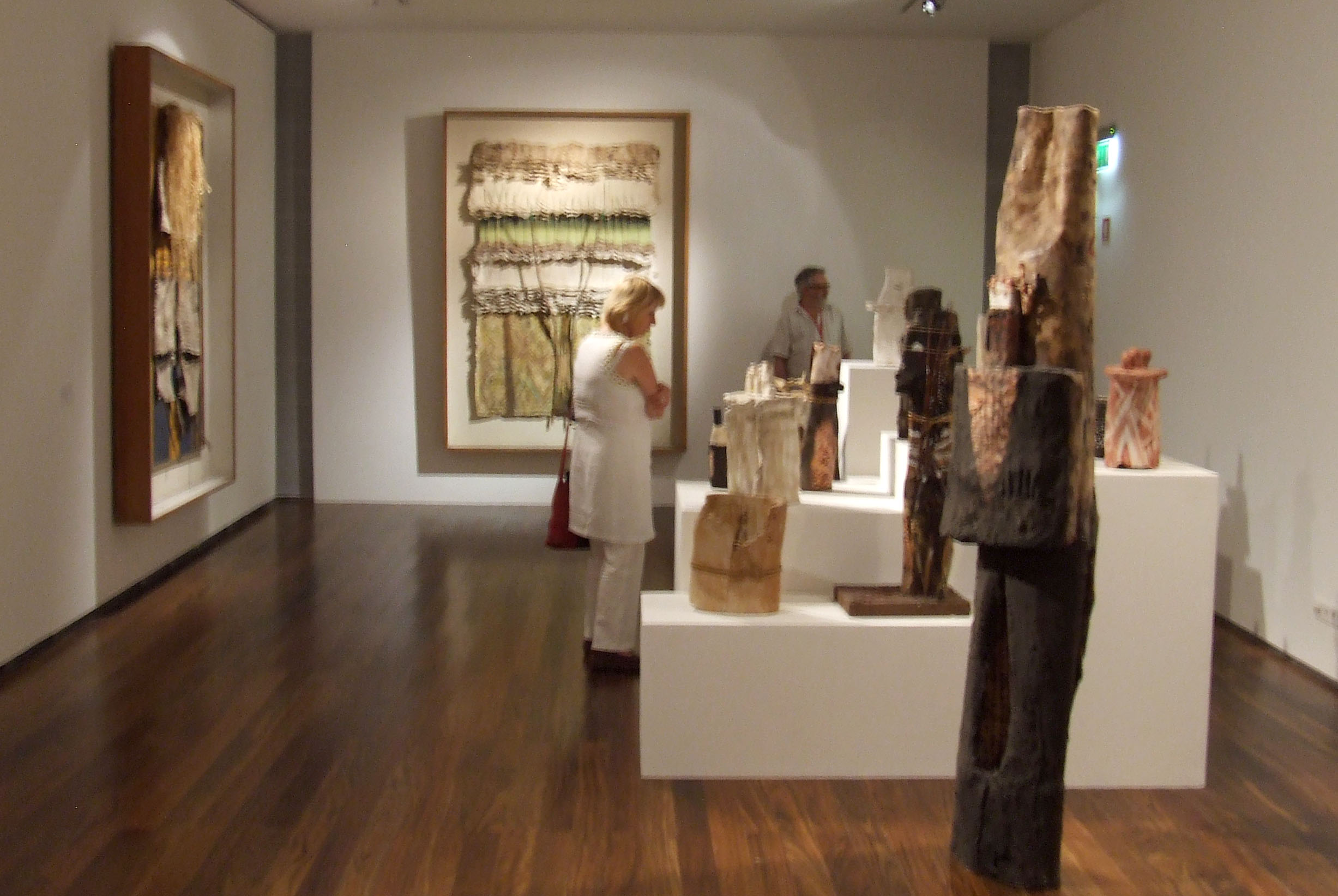
Inauguració de l'exposició "Tránsitos de Naulli", de Marta Palau, a Portugal, el 2014

## Premis
Va rebre diversos premis: Per la instal·lació Bastones de Mando en la II Bienal de La Habana (1986) i el Premi Burgerpreis per la instal·lació Altar de Naualli, a la 5a Triennal de Fellbach, Alemanya (1992). També ha rebut el Doctorat Honoris Causa a l'Exili Catala de la Universitat de Lleida (2002) i l'Orde de la independència cultural Ruben Darío, de la República de Nicaragua (2008). El 2010 va ser guanyadora del Premi Nacional de Ciències i Arts a l'àrea de Belles Arts, de Mèxic i al 2022 la primera edició del Premi Martin Miller's al millor estand de la Fira Internacional d'Art Contemporani ARCOmadrid Vivia a cavall de Tijuana i Mèxic DF.